# Stian Eckhoff
Pour les articles homonymes, voir Eckhoff.
Stian Eckhoff, né le 3 septembre 1979 à Trondheim, est un biathlète norvégien.
Sa sœur Tiril est aussi une biathlète de niveau mondial.

## Biographie
Stian Eckhoff entre dans l'équipe nationale junior à 17 ans. En 2000, il fait ses débuts en Coupe du monde, puis marque ses premiers points à Lahti. Durant la saison 2001-2002, il monte sur son premier podium en relais à Ruhpolding. L'hiver suivant, il commence à se classer dans le top dix, avant de monter sur deux podiums individuels à Antholz et un à Oslo. Il y est aussi neuvième de la mass start aux Championnats du monde.
Au milieu de la saison 2003-2004, il gagne le premier de ses six relais, à Ruhpolding.
Aux Championnats du monde 2005, il remporte la médaille d'or sur le relais (avec Halvard Hanevold, Egil Gjelland et Ole Einar Bjørndalen), quelques semaines après sa première victoire en Coupe du monde à Östersund, contribuant à sa dixième place au classement général, le meilleur après deux onzièmes places. Un an plus tard, il remporte de nouveau le sprint à Östersund. 
En 2006, il participe aux Jeux olympiques de Turin, où il obtient deux seizièmes places comme meilleurs résultats individuels, ainsi qu'une cinquième place en relais.
En 2009, il demande en mariage la biathlète Anne Ingstadbjørg. Il annonce ensuite la fin de sa carrière sportive avant le début de l'hiver 2009-2010.
Il dirige l'équipe féminine norvégienne de biathlon depuis la saison 2014-2015.

## Palmarès

### Jeux olympiques
| Épreuve / Édition          | Individuel | Sprint | Poursuite | Départ groupé | Relais |
| Jeux olympiques 2006 Turin | 16e        | 21e    | 16e       | —             | 5e     |

Légende :
- — : pas de participation à l'épreuve
- : pas d'épreuve

### Championnats du monde
| Mondiaux \ Épreuve        | Individuel | Sprint | Poursuite | Départ en masse | Relais                        | Relais mixte                     |
| 2003 Khanty-Mansiïsk      | 35e        | 35e    | 33e       | 9e              | —                             | Épreuve inexistante à cette date |
| 2004 Oberhof              | 48e        | 28e    | 19e       | 25e             | 8e                            | Épreuve inexistante à cette date |
| 2005 Hochfilzen /Khanty-M | 27e        | —      | —         | 14e             | Médaille d'or, Coupe du Monde | 10e                              |

### Coupe du monde
- Meilleur classement général : 10e en 2005.
- 13 podiums individuels : 2 victoires, 5 deuxièmes places et 6 troisièmes places.
- 11 podiums en relais : 6 victoires, 3 deuxièmes places et 2 troisièmes places.

#### Détail des victoires
| Saison / Épreuve | Individuel | Sprint    | Poursuite | Mass Start | Total |
| 2004-2005        |            | Östersund |           |            | 1     |
| 2005-2006        |            | Östersund |           |            | 1     |
| Total            | 0          | 2         | 0         | 0          | 2     |

#### Classements en Coupe du monde
| Saison    | Classement général final | Individuel | Sprint | Poursuite | Mass start |
| 1999-2000 | 59e                      | -          | -      | -         |            |
| 2000-2001 | 65e                      | nc         | 63e    | 61e       |            |
| 2001-2002 | 27e                      | 50e        | 20e    | 19e       |            |
| 2002-2003 | 11e                      | 10e        | 14e    | 7e        | 12e        |
| 2003-2004 | 11e                      | 45e        | 8e     | 5e        | 16e        |
| 2004-2005 | 10e                      | 24e        | 7e     | 10e       | 5e         |
| 2005-2006 | 19e                      | 24e        | 17e    | 23e       | 16e        |
| 2006-2007 | 22e                      | 35e        | 27e    | 19e       | 15e        |
| 2007-2008 | 43e                      | 48e        | 41e    | 35e       |            |
| 2008-2009 | 67e                      | nc         | 53e    | 59e       |            |

### Championnats d'Europe
- Médaille d'argent du sprint et du relais en 2008.

### Championnats du monde junior
- Médaille d'argent en relais en 1999.